# Давні споруди й каменоломні Америки
Давні споруди й каменоломні Америки.
Каменоломні та технології обробки каменю давніх народів Америки іноді не тільки не поступалися досягненням Старого Світу, але й часом перевершували їх. Обсяги видобутку, обробки та транспортування каменю з огляду на умови виключно ручних робіт і відсутність колісних пристроїв і гужового транспорту є вражаючими, вони значно перевищують об'єми розробок каменю в Давньому Єгипті. Оцінити ці роботи дозволяють величезні споруди доколумбових цивілізацій Америки. Наведемо кілька прикладів.
У місті Теотіуакан, що неподалік сучасного Мехіко, розташовані найбільші піраміди Месоамерики, зокрема Піраміда Сонця і Піраміда Місяця. Піраміда Сонця є другою за висотою у світі після піраміди Хеопса в Єгипті. Вона побудована близько 150 р. до Р. Х. і є 5-ярусною спорудою з плоскою вершиною. Її висота — 64,5 м, довжина сторін при основі близько 210 м, загальний об'єм — 993 тис. м3. Піраміда Сонця побудована з каменю, глини та ґрунту в період між 200 і 450 рр. по Христу, її висота сягає 42 м.
Фортеця Саксайуаман, що височить над стародавньою столицею інків Куско, вражає масивністю своїх стін . Вони складені з велетенських майстерно підігнаних один до одного каменів андезиту вагою від десятків кілограмів до 150 т. Особливістю є так звана «інкська кладка», яка відрізняється відсутністю симетрії і зв'язуючих (цементу, вапна) й надзвичайною щільністю прилягання сусідніх каменів, що справляє враження «злипання» каменів . Поряд із фортецею розташований видобувний кар'єр, у боках якого вирізані прямокутні й гранчасті гроти, кімнати, переходи, сходинки — при цьому більшість поверхонь відшліфовано.
До сьогодні залишається незрозумілою технологія виготовлення та призначення каменів Пума Пунку («Ворота Пуми») в Болівії поблизу старовинного міста Тіуанако. Кам'яні блоки храмового комплексу Пума Пунку — це велетенські моноліти, вагою від 22 до 1000 т (менші блоки населення вилучило для своїх потреб), із червоного граніту, андезиту й сірого діориту — твердих і міцних порід, що важко піддаються обробці.
Одним із найвражаючих будівельних об'єктів Південної Америки є бруковані чотирикутними плитами дороги інків, які двома магістралями простягалися з півночі на південь континенту більш ніж на 3000 км і потребували масштабних довготривалих робіт з видобутку каменю.